# Gauthier Bruté de Rémur
Pas d'image ? Cliquez ici

a Compétitions nationales et continentales officielles uniquement.

b Matchs officiels uniquement.
Dernière mise à jour le 31 mars 2025.
Gauthier Bruté de Rémur, né le 18 février 1995 à Bordeaux, est un joueur français de rugby à XV évoluant au poste de talonneur.

## Carrière
Gauthier Bruté de Rémur débute le rugby à l'âge de onze ans à l'école de rugby de Soustons. Il va ensuite passer par le Stade bordelais avant de rejoindre le pôle espoirs, puis le centre de formation de l'Union Bordeaux Bègles.
Lors de la saison 2016-2017, il va faire ses débuts professionnels en Top 14 face à l'Aviron bayonnais.
Libéré par le club bordelais, après avoir été prêté à l'US Carcassonne pour la saison 2017-2018 de Pro D2, il s'engage pour deux saisons avec l'US bressane, toujours en Pro D2. À l'issue de sa première saison avec l'US bressane, il descend en Fédérale 1 avec le club.
En février 2020, il s'engage en Pro D2 à partir de la saison 2020-2021 avec Soyaux Angoulême XV Charente. À l'issue de la saison 2020-2021, il quitte le club charentais.
En juin 2021, il s'engage pour deux saisons en Nationale avec le SO Chambéry.

## Palmarès

### En club
- Vainqueur du Championnat de France espoirs en 2016 avec l'Union Bordeaux Bègles